# Craig Bradshaw (basket-ball)
Pour les articles homonymes, voir Bradshaw.
Craig Bradshaw, né le 28 juillet 1983 à Lower Hutt, en Nouvelle-Zélande, est un joueur néo-zélandais de basket-ball, évoluant au poste de pivot.